# John Jensen
John "Faxe" Jensen, född 3 maj 1965, är en dansk före detta fotbollsspelare. Han var mittfältare och fick sitt genombrott i Brøndby, med vilka han vann 8 danska mästerskap. Han vann även mästerskapet som spelande tränare för Herfølge i sin första säsong i klubben. Därmed är John Jensen den spelaren som vunnit flest danska mästerskap (9). 
John Jensen utsågs till årets spelare i Danmark år 1987 och debuterade i danska landslaget samma år. Han spelade 69 landskamper och var med i laget som vann EM 1992 i Sverige, där han gjorde 1-0-målet i finalen mot Tyskland. Överlag gjorde Jensen dock ganska få mål under sin karriär och under sina fyra år i Arsenal gjorde han endast ett mål (mot QPR på nyårsafton 1994), vilket fick fansen att trycka upp t-shirts med texten "I saw John Jensen score".
Efter åren som spelande tränare för Herfølge var Jensen assisterande tränare för Michael Laudrup i Brøndby och spanska Getafe innan han blev chefstränare för Randers, där han fick sparken efter bara nio månader. I januari 2011 återgick han till assistentrollen, denna gång för Steve Kean i engelska Premier League-klubben Blackburn, men fick även här lämna klubben efter nio månader.
Smeknamnet "Faxe" fick han under ett ungdomsträningsläger där de äldre spelarna blev trötta på honom och "döpte" honom genom att hälla en öl av märket Faxe över honom.